# Râul Bordul, Cugir
Râul Bordul este un curs de apă, afluent al Râului Mic. 